# Rebelión de Shinpūren
La Rebelión de Shinpūren (神風連の乱 Shinpūren no ran, Jinpūren no ran?) de 1876 fue uno de los muchos levantamientos armados de ex-samurái que tuvieron lugar a principios de la Era Meiji contra el nuevo gobierno de Japón.

## Contexto
Después de la Restauración Meiji de 1868, muchos miembros de la antigua clase samurái  estaban disgustados con la dirección que la nación estaba tomando. La abolición de sus privilegios a su estatus social que gozaban bajo el feudalismo también afectó sus ingresos además de que el establecimiento de conscripción militar había eliminado casi en su totalidad su razón de existir. La veloz modernización (occidentalización) del país había dado lugar a cambios masivos en la cultura japonesa, como en la vestimenta, lo cual para los samurái representaba una traición al jōi (“Expulsar a los Bárbaros”), parte del Sonnō jōi que había servido como justificación para terminar con el shogunado Tokugawa. Los Shinpūren eran una sociedad política extremista y xenofóbica de ex-samurái de la prefectura de Kumamoto liderados por Otaguro Tomoo (1835 – 1876). Los Shinpūren no estaban satisfechos en unirse al proceso de occidentalización, querían volver el tiempo atrás y erradicar todo rastro de éste, incluyendo la vestimenta, el uso del Calendario Gregoriano e incluso el uso de las armas occidentales. Los miembros cargaban todo el tiempo sal para utilizarla en rituales de purificación contra la contaminación de las influencias extranjeras, tales como la electricidad, los ferrocarriles e incluso los monjes budistas. Estaban tremendamente molestos por el decreto del gobierno que permitía que los extranjeros pudieran comprar tierras en Japón, que se permitiera que misionarios predicaran el cristianismo además del Edicto Haitōrei que prohibía la portación de espadas. El rumor de que el Emperador Meiji planeaba hacer un viaje al exterior fue el detonante.

## La revuelta
Otaguro era también un sacerdote sintoísta y después de diversos intentos de “adivinación”, se dio lo que el consideró la autorización divina de encabezar la revuelta. Como el gobierno Meiji había enviado a la Armada Imperial Japonesa que se encontraba en Kumamoto a que terminara con la Rebelión Saga, Kumamoto tenía pocas defensas. El 24 de octubre, después de mandar diversas cartas a los simpatizantes de su movimiento de distintos dominios, Otaguro lideró sus 200 hombres hacia el levantamiento. Otaguro dividió sus fuerzas en escuadrones. Un escuadrón lanzó un ataque sorpresa de noche en las barracas del cuartel de Kumamoto, sin mostrar piedad alguna incluso con los desarmados o los heridos, guiados por su odio contra el ejército de conscriptos. Cerca de 300 hombres del cuartel fueron muertos o heridos. Un segundo escuadrón destruyó la oficina de telégrafos, aunque esto cortó la comunicación que podrían tener los rebeldes con algún posible aliado. Un tercer escuadrón atacó a los oficiales y residencias de los oficiales de la Prefectura, matando al gobernador, el comandante del cuartel de Kumamoto y su Jefe a cargo.
Sin embargo, una vez que los oficiales del cuartel se reincorporaron del ataque sorpresa, superiores tanto en número y especialmente superiores por el uso de armas de fuego rápidamente se sobrepusieron al ataque. Los rebeldes estaban diezmados y Otaguro se encontraba gravemente herido, por lo que pidió a uno de sus seguidores para que lo asistiera en el seppuku. Después de su muerte, muchos los siguieron en el seppuku. Para la mañana siguiente, la batalla había llegado a su fin pero el estado de emergencia permaneció en Kumamoto hasta el 3 de noviembre.
Las tumbas de 123 miembros de los Shinpūren están localizados en el Templo Sakurayama en Kumamoto. Muchos de los que cayeron estaban en su adolescencia o cerca de los veinte años, lo que indicaba su devoción a las tradiciones samurái estaba basado más en el romanticismo o en un pasado ideal imaginario que en la experiencia actual.

## Consecuencias
En ese tiempo, la rebelión de Shinpūren tuvo en efecto dominó, alentando la Rebelión de Akizuki y la Rebelión de Hagi. Aunque la rebelión de Shinpūren falló completamente, el hecho de que un pequeño, pero determinado grupo de hombres pudiera causar tal estado de pánico y pudiese vencer tan gran fuerza sirvió como inspiración política de grupos secretos hasta el final del Imperio Japonés en 1945.